# Chūbu
Chūbu  (japanski:中部地方 Chūbu-chihō) je regija (jap. 地方, chihō) na najvećem japanskom otoku Honshuu.

## Upravna podjela
Chūbu se dijeli na četiri manje regije: Hokuriku koja zauzima obalni dio Japanskog mora, Kōshin'etsu koja zauzima obalni dio Japanskog mora i unutrašnjost otoka, Shin'etsu koja zauzima otok Sado, Tōkai koja zauzima unutrašnjost otoka te obalu Tihog oceana.

## Zemljopis
Pokrajina je smještena između pokrajina Kanto i Kansai i uključuje glavni grad Nagoyu, kao i obale Tihog oceana i Japanskog mora te velika planinska naselja i planinu Fuji.

## Prefekture
Chūbu se dijeli na deset prefektura:
1. Aichi,
2. Fukui,
3. Gifu,
4. Ishikawa,
5. Nagano,
6. Niigata,
7. Shizuoka,
8. Toyama,
9. Yamanashi,[1]
10. Mie.[2]